# 林燕臣
林燕臣（白話字：Lîm Iàn-sîn；1859年11月15日—1944年2月27日），生於大清帝國臺南府，光緒年間秀才，亦為台灣基督長老教會中學的漢文及台語專任教師，後受洗成為牧師、長老。其子為林茂生。